# Ruan (achternaam)
Ruan is een Chinese en Vietnamese achternaam en staat op de 139e plaats van de Baijiaxing. Deze achternaam komt vaak voor in Vietnam als Nguyễn ([ŋwiɜn315]ⓘ), waar naar schatting veertig procent van de bevolking deze familienaam draagt. In China en Korea komt de naam minder vaak voor.
- Mandarijn: [ʐwan˧˩˧]
- Kantonees: [jyːn˨˥]
- Quanzhouhua: [ɡɨn˥˧]
- Xiamenhua: [ɡun˥˧]
- Zhangzhouhua: [ɡuan˥˧]
- Vietnamees: Nguyễn
- Koreaans: 완/wan, 원/won/wŏn/wen
- Japans: げん (gen)

## Oorsprong
De achternaam Ruan komt oorspronkelijk uit Zuid-China.

## Nederland
De Nederlandse Familienamenbank geeft de volgende statistieken weer:
| familienaam                                                    | aantal in 1947 | aantal in 2007 |
| -------------------------------------------------------------- | -------------- | -------------- |
| Ruan                                                           | 0              | 44             |
| Yuen                                                           | 11             | 424            |
| Nguyen, Nguyên, Nguyêñ, Nguyēn, Nguyêň, Nguyeñ, Nguyén, Nguyěn | 0              | >4478          |
|                                                                | totaal: 11     | totaal: >4946  |

## Bekende personen met de naam Ruan/Yuen/Nguyen
- Ruan Lingyu 阮玲玉, Chinese actrice
- Ruan Ji 阮籍
- Ruan Xian 阮咸
- Ruan Yuan 阮元, bureaucraat van de Qing-dynastie
- Ruan Ming 阮铭
- Ta-Nien Yuan 阮大年, schooldirecteur van verscheidene Taiwanese universiteiten
- Amanda Nguyễn, Amerikaans-Vietnamees burgerrechtenactivist en astronaut
- Chloe Nguyen 阮儿, miss Hongkong 2006 van Vietnamese afkomst
- Tila Nguyễn (Tila Tequila), model en actrice in MTV-programma
- Louis Yuen, Hongkongs acteur
- Siu-Yi Yuen 阮小仪, vrouwelijke Hongkongse diskjockey van Commercial Radio Hong Kong
- Nguyễn Phúc Ánh 阮福映, oprichter Nguyen-dynastie
- Nguyễn Văn Thiệu 阮文紹, oud-president van Zuid-Vietnam
- Nguyễn Ái Quốc 阮愛國, pseudoniem van Hồ Chí Minh
- Nguyễn Minh Triết 阮明哲, oud-president van Vietnam
- Marcel Nguyen, Vietnamees-Duitse sporter
- Nam Nguyen, Canadees kunstschaatser
- Da Ruan, Chinese wiskundige en professor
- Scotty Nguyen, Amerikaans-Vietnamees professioneel pokerspeler